# Jack Conway
Hugh Ryan Conway, conegut com a Jack Conway (de vegades amb el nom de John Conway) (Graceville, Minnesota, 17 de juliol de 1887 - Pacific Palisades, Califòrnia, 11 d'octubre de 1952) va ser un realitzador, actor i productor estatunidenc.

## Biografia
Era el pare de l'actor Pat Conway pel seu matrimoni amb Virginia Bushman. També va ser pare de l'escriptora Rosemary Conway, amb l'actriu del cinema mut Viola Barry. Va ser enterrat en el Cementiri Forest Lawn Memorial Park de Glendale (Califòrnia).

## Filmografia

### Com a director
- 1912: Her Indian Hero
- 1912: His Only Son
- 1912: House of Pride
- 1912: In the Long Run
- 1913: The Old Armchair
- 1913: When Sherman Marched to the Sea
- 1913: The Struggle
- 1913: An Indian's Honor
- 1913: The Long Portage
- 1914: The Wrong Prescription
- 1915: The Way of a Mother
- 1915: The Penitentes
- 1916: Judgment of the Guilty
- 1916: Bitter Sweet
- 1916: The Silent Battle
- 1916: The Beckoning Trail
- 1916: The Social Buccaneer
- 1916: The Torment
- 1916: The Doctor's Decision
- 1916: The Measure of a Man
- 1916: The Mainspring
- 1917: Her Soul's Inspiration
- 1917: The Little Orphan
- 1917: Polly Redhead
- 1917: A Jewel in Pawn
- 1917: The Smashing Stroke
- 1917: Come Through
- 1917: The Charmer
- 1917: Bond of Fear
- 1917: Because of a Woman
- 1918: Little Red Decides
- 1918: Her Decision
- 1918: You Can't Believe Everything
- 1918: Desert Law
- 1918: A Diplomatic Mission
- 1919: Lombardi, Ltd.
- 1920: The Money Changers
- 1920: Riders of the Dawn
- 1920: The Dwelling Place of Light
- 1920: The U.P. Trail
- 1921: The Spenders
- 1921: The Lure of the Orient
- 1921: The Killer
- 1921: The Servant in the House
- 1921: The Kiss
- 1921: The Rage of Paris
- 1921: The Millionaire
- 1921: A Daughter of the Law
- 1922: Across the Deadline
- 1922: Step on It!
- 1922: Don't Shoot
- 1922: The Long Chance
- 1922: Another Man's Shoes
- 1923: Quicksands
- 1923: The Prisoner
- 1923: Trimmed in Scarlet
- 1923: What Wives Want
- 1923: Sawdust
- 1923: Lucretia Lombard
- 1924: The Trouble Shooter
- 1924: The Heart Buster
- 1924: The Roughneck
- 1925: The Hunted Woman
- 1925: The Only Thing
- 1925: Soul Mates
- 1926: Brown of Harvard
- 1927: The Understanding Heart
- 1927: Twelve Miles Out
- 1928: The Smart Set
- 1928: Bringing Up Father
- 1928: While the City Sleeps
- 1928: Alias Jimmy Valentine
- 1929: Our Modern Maidens
- 1929: Untamed
- 1930: They Learned About Women
- 1930: The Unholy Three
- 1930: New Moon
- 1931: The Easiest Way
- 1931: Just a Gigolo
- 1932: Arsène Lupin
- 1932: But the Flesh Is Weak
- 1932: Red-Headed Woman
- 1933: Hell Below
- 1933: The Nuisance
- 1933: The Solitaire Man
- 1934: Viva Villa !
- 1934: Tarzan i la seva companya (Tarzan and His Mate)
- 1934: The Girl from Missouri
- 1934: The Gay Bride
- 1935: One New York Night
- 1935: A Tale of Two Cities
- 1936: Libeled Lady
- 1937: Saratoga
- 1938: A Yank at Oxford
- 1938: Too Hot to Handle
- 1939: Let Freedom Ring
- 1939: Lady of the Tropics
- 1940: Boom Town
- 1941: Love Crazy
- 1941: Honky Tonk
- 1942: Crossroads
- 1943: Assignment in Brittany
- 1944: Dragon Seed
- 1947: High Barbaree
- 1947: The Hucksters
- 1947: Desire Me
- 1948: Julia Misbehaves

### Com a actor
- 1909: The Old Soldier's Story
- 1910: The Indian Scout's Vengeance
- 1910: Her Indian Mother
- 1911: The Sheriff of Tuolomne
- 1911: The Totem Mark: Un guerrer Ojibwayr
- 1911: Kit Carson's Wooing
- 1911: The Voyager: A Tale of Old Canada
- 1911: Arizona Bill: Arizona Bill
- 1911: John Oakhurst, Gambler
- 1911: Coals of Fire: Noel Clayton
- 1911: A Painter's Idyl
- 1911: The Chief's Daughter
- 1911: George Warrington's Escape: Comte de Florac
- 1912: The Empty Water Keg: El Cowboy
- 1912: The Battle of the Red Men
- 1912: The Fighting Chance
- 1912: A Pair of Jacks
- 1912: Across the Sierras
- 1912: Two Men and the Law
- 1912: Her Indian Hero
- 1912: The Love Trail
- 1912: The Little Nugget
- 1912: The Post Telegrapher
- 1912: The Everlasting Judy
- 1912: The Thespian Bandit
- 1912: The Counting of Time
- 1912: The Sheriff's Round-Up
- 1912: The Scalawag
- 1912: The Mountain Daisy
- 1912: The Squatter's Child
- 1912: The Land of Might: John Anderson
- 1912: Hard Luck Bill: Jim
- 1912: A Gentleman of Fortune
- 1912: The Bugler of Battery B
- 1912: The Undoing of Slim Bill: Slim Bill
- 1912: The Soldier Brothers of Susanna
- 1912: The Obligation: Jack
- 1912: How Steve Made Good
- 1912: The Alibi: John Wilton
- 1912: Uncle Bill: Joe, Bill's Nephew
- 1912: Sundered Ties
- 1912: The Boomerang: Jack, fill de John Curtis
- 1912: His Only Son
- 1912: Mary of the Mines
- 1912: The Civilian
- 1913: The Old Armchair
- 1913: The Mosaic Law
- 1913: When Lincoln Paid
- 1913: The Telltale Hatband
- 1913: The Twelfth Juror: Clarence Morton
- 1913: Will o' the Wisp
- 1913: A Child of War
- 1913: Brought to Bay: Steve
- 1913: When Sherman Marched to the Sea
- 1913: Birds of Prey
- 1913: Soldiers Three: Frank
- 1913: The Madcap
- 1913: The Struggle
- 1913: Good-for-Nothing Jack
- 1913: The Trail of the Lonesome Mine
- 1913: Patsy's Luck: Patsy
- 1913: In the End
- 1913: The Claim Jumper: Doyle
- 1913: The Long Portage
- 1914: How the Kid Went Over the Range
- 1914: The Chechako: Smoke Bellew
- 1914: The Mistress of the Air
- 1914: The Valley of the Moon: Billy Roberts
- 1914: The Sheriff's Choice
- 1914: Burning Daylight: The Adventures of 'Burning Daylight' in Alaska: Joe Hines
- 1914: The Wireless Voice: Warren, Mary's Father
- 1914: The Revenue Officer's Deputy
- 1914: The Wrong Prescription
- 1914: The Old Maid
- 1914: In Fear of His Past
- 1915: What Might Have Been
- 1915: The Outcast
- 1915: Captain Macklin: Capità Royal Macklin
- 1915: Added Fuel
- 1915: The Man of It
- 1915: Big Jim's Heart
- 1916: Bitter Sweet
- 1916: Macbeth: Lennox
- 1917: The Little Orphan: David Clark
- 1917: The Smashing Stroke
- 1919: Restless Souls: Hugh Gregory
- 1919: A Royal Democrat: Lord Erstmere
- 1921: The Lure of the Orient
- 1921: The Killer: William Sanborn
- 1935: Roof Tops of Manhattan

### Com a productor
- 1929: Our Modern Maidens
- 1931: Just a Gigolo
- 1933: Hell Below
- 1934: The Girl from Missouri